# Cambridge Texts in the History of Political Thought
Cambridge Texts in the History of Political Thought (Cambridge-Texte zur Geschichte des politischen Denkens) ist eine englischsprachige Buchreihe mit Texten der politischen Theorie. Sie erscheint seit den späten 1980er Jahren bei der Cambridge University Press. Nach eigenen Angaben zielt sie darauf ab, alle wichtigen Texte in der Geschichte des politischen Denkens zugänglich zu machen, vom alten Griechenland bis zum zwanzigsten Jahrhundert, aus der ganzen Welt und aus jeder politischen Tradition. Neben darin enthaltenen bekannten klassischen Texten werden auch weniger bekannte Werke einbezogen, von denen viele bislang in keiner modernen englischen Ausgabe erhältlich waren. Dabei wird die Geschichte des politischen Denkens in einem vergleichenden, internationalen Kontext präsentiert. Die Texte sind weitgehend in vollständiger und ungekürzter Form veröffentlicht. Bei einigen nicht-westlichen Texten werden stattdessen verkürzte oder thematisch fokussierte Sammlungen angeboten. Die Bände sind mit Chronologien, biographischen Skizzen, Glossaren und einem Textapparat versehen.

## Übersicht
- The Adventures of Telemachus, the Son of Ulysses von François de Salignac de La Mothe-Fénelon
- Andrew Fletcher: Political Works von Andrew Fletcher
- Aquinas: Political Writings von Thomas von Aquin
- Arnold: ‘Culture and Anarchy’ and Other Writings von Matthew Arnold
- Astell: Political Writings von Mary Astell
- Baxter: A Holy Commonwealth von Richard Baxter
- Bayle: Political Writings von Pierre Bayle
- Beccaria: ‘On Crimes and Punishments’ and Other Writings von Cesare Beccaria
- Bentham: A Fragment on Government von Jeremy Bentham
- Bodin: On Sovereignty von Jean Bodin
- Bolingbroke: Political Writings von Henry Bolingbroke
- The Book of the Body Politic von Christine de Pizan
- Bossuet: Politics Drawn from the Very Words of Holy Scripture von Jacques Bossuet
- The British Idealists von David Boucher
- The City of God von Augustinus von Hippo
- The commonwealth of Oceana and A system of politics von James Harrington
- Community and Society von Ferdinand Tönnies
- Comte: Early Political Writings von Auguste Comte
- Conciliarism and Papalism von J. H. Burns
- Condorcet: Political Writings von Professor Steven Lukes
- Considerations on France von Joseph de Maistre
- Constant: Political Writings von Benjamin Constant
- Diderot: Political Writings von Denis Diderot
- The Dutch Revolt von Martin van Gelderen
- Early Greek Political Thought from Homer to the Sophists von Michael Gagarin und Paul Woodruff
- The Early Political Writings of the German Romantics von Frederick C. Beiser
- The Education of a Christian Prince von Desiderius Erasmus
- The Ego and Its Own von Max Stirner
- Elements of the Philosophy of Right von Georg Wilhelm Friedrich Hegel
- Emerson: Political Writings von Kenneth S. Sacks
- The English Constitution von Walter Bagehot
- The English Levellers von Andrew Sharp
- An Essay on the Principle of Population von Thomas Malthus
- Evolutionary Socialism von Eduard Bernstein
- The Federalist Papers von Alexander Hamilton
- Ferguson: An Essay on the History of Civil Society von Adam Ferguson
- Fichte: Addresses to the German Nation von Johann Gottlieb Fichte
- Gramsci: Pre-Prison Writings von Antonio Gramsci
- Guicciardini: Dialogue on the Government of Florence von Francesco Guicciardini
- The History of the Reign of King Henry the Seventh von Francis Bacon
- Hobhouse: Liberalism and Other Writings von L. T. Hobhouse
- Hume: Political Essays von David Hume
- James Mill: Political Writings von James Mill
- Jefferson: Political Writings von Thomas Jefferson
- Kant’s Political Writings von Immanuel Kant
- King James VI and I: Political Writings von King James VI and I
- Knox: On Rebellion von John Knox
- Kropotkin: 'The Conquest of Bread' and Other Writings von Peter Kropotkin
- Lawson: Politica sacra et civilis von George Lawson
- Leibniz: Political Writings von Gottfried Wilhelm Leibniz
- Leviathan von Thomas Hobbes
- Locke: Political Essays von John Locke
- Luther and Calvin on Secular Authority von Johannes Calvin
- Maitland: State, Trust and Corporation von F. W. Maitland
- Margaret Cavendish: Political Writings von Margaret Cavendish
- Marsiglio of Padua: ‘Defensor minor’ and ‘De translatione imperii’ von Marsilius von Padua
- Marsilius of Padua: The Defender of the Peace von Marsilius von Padua
- Marx: Early Political Writings von Karl Marx
- Marx: Later Political Writings von Karl Marx
- Milton: Political Writings von John Milton
- Monarchy von Dante Alighieri
- Moral and Political Essays von Seneca
- Moses Hess: The Holy History of Mankind and Other Writings von Moses Hess
- New Science von Giambattista Vico
- News from Nowhere von William Morris
- Nicholas of Cusa: The Catholic Concordance von Nicholas of Cusa
- Nietzsche: 'On the Genealogy of Morality' and Other Writings Student Edition von Friedrich Nietzsche
- Of the Laws of Ecclesiastical Polity Books 1–5 von Richard Hooker
- On Duties [in translation] von Cicero
- On liberty and other writings von John Stuart Mill
- On the Citizen von Thomas Hobbes
- On the Genealogy of Morality von Friedrich Nietzsche
- Paine: Political Writings von Thomas Paine
- Patriarcha and Other Writings von Robert Filmer
- Plato: Gorgias, Menexenus, Protagoras von Malcolm Schofield
- Policraticus von John of Salisbury
- Political writings von Joseph Priestley
- Political Writings von Georg Wilhelm Friedrich Hegel
- Political Writings von Augustinus
- Politics; Athenian Constitution von Aristoteles
- Pre-Revolutionary Writings von Edmund Burke
- Price: Political Writings von Richard Price
- The Prince von Niccolò Machiavelli
- The province of jurisprudence determined von John Austin
- The Radical Reformation von Michael G. Baylor
- Reflections on Violence von Georges Sorel
- The Republic von Platon
- The Republic and The Law von Cicero
- Rousseau: 'The Discourses' and Other Early Political Writings von Jean-Jacques Rousseau
- Sidney: Court Maxims von Algernon Sidney
- The Social Contract and Other Later Political Writings von Jean-Jacques Rousseau
- Spencer: Political Writings von Herbert Spencer
- The Spirit of the Laws von Charles de Secondat, Baron de Montesquieu
- The Statesman [Translation] von Platon
- Statism and Anarchy von Michail Bakunin
- The Theory of the Four Movements von Charles Fourier
- Thoreau: Political Writings von Henry David Thoreau
- Tocqueville: The Ancien Régime and the French Revolution von Jon Elster
- A Treatise of Orders and Plain Dignities von Charles Loyseau
- Two Treatises of Government von John Locke
- Utopia von Thomas Morus
- Utopias of the British Enlightenment von Gregory Claeys
- Vitoria: Political Writings von Francisco de Vitoria
- Voltaire: Political Writings von Voltaire
- Weber: Political Writings von Max Weber
- What is property? An inquiry into the principle of right and of government von Pierre-Joseph Proudhon
- The Whole Duty of Man, According to the Law of Nature von Samuel Pufendorf
- William of Ockham: ‘A Letter to the Friars Minor’ and Other Writings von Wilhelm von Ockham
- William of Ockham: A Short Discourse on Tyrannical Government von William of Ockham
- Wollstonecraft: A Vindication of the Rights of Man and a Vindication of the Rights of Woman and Hints von Mary Wollstonecraft[2]